# Соболев, Юрий Геннадьевич
Юрий Геннадьевич Соболев (род. 18 июня 1954) — советский хоккеист, защитник. Мастер спорта СССР. Заслуженный тренер России.
Воспитанник ленинградского хоккея. Карьеру игрока провёл в ленинградских командах второй лиги «Шторм» (1971/72 — 1975/76), «Судостроитель» (1976/77 — 1978/79), фарм-клубе СКА ВИФК / «Звезда» (Оленегорск) (1979/80 — 1984/85, последний сезон — в первой лиге). В сезоне 1979/80 сыграл три матча за СКА в чемпионате СССР.
Тренер юношеских команд в системе СКА.